# Chloronia convergens
Chloronia convergens is een insect uit de familie Corydalidae, die tot de orde grootvleugeligen (Megaloptera) behoort. De soort komt voor in Ecuador.